# Чарня-Мала
Чарня-Мала (пол. Czarnia Mała) — село в Польщі, у гміні Скрвільно Рипінського повіту Куявсько-Поморського воєводства.
Населення — 149 осіб (2011).
У 1975-1998 роках село належало до Влоцлавського воєводства.

## Демографія
Демографічна структура станом на 31 березня 2011 року:
|          | Загалом | Допрацездатний вік | Працездатний вік | Постпрацездатний вік |
| -------- | ------- | ------------------ | ---------------- | -------------------- |
| Чоловіки | 75      | 19                 | 52               | 4                    |
| Жінки    | 74      | 11                 | 42               | 21                   |
| Разом    | 149     | 30                 | 94               | 25                   |